# Чизум, Джон
Джон Си́мпсон Чи́зум (англ. John Simpson Chisum; (16 августа 1824, Хардемен, Теннеси, США — 23 декабря 1884, Юрика-Спрингс, Арканзас, США) — знаменитый скотопромышленник на Диком Западе, одна из центральных фигур Войны в округе Линкольн.

## Биография

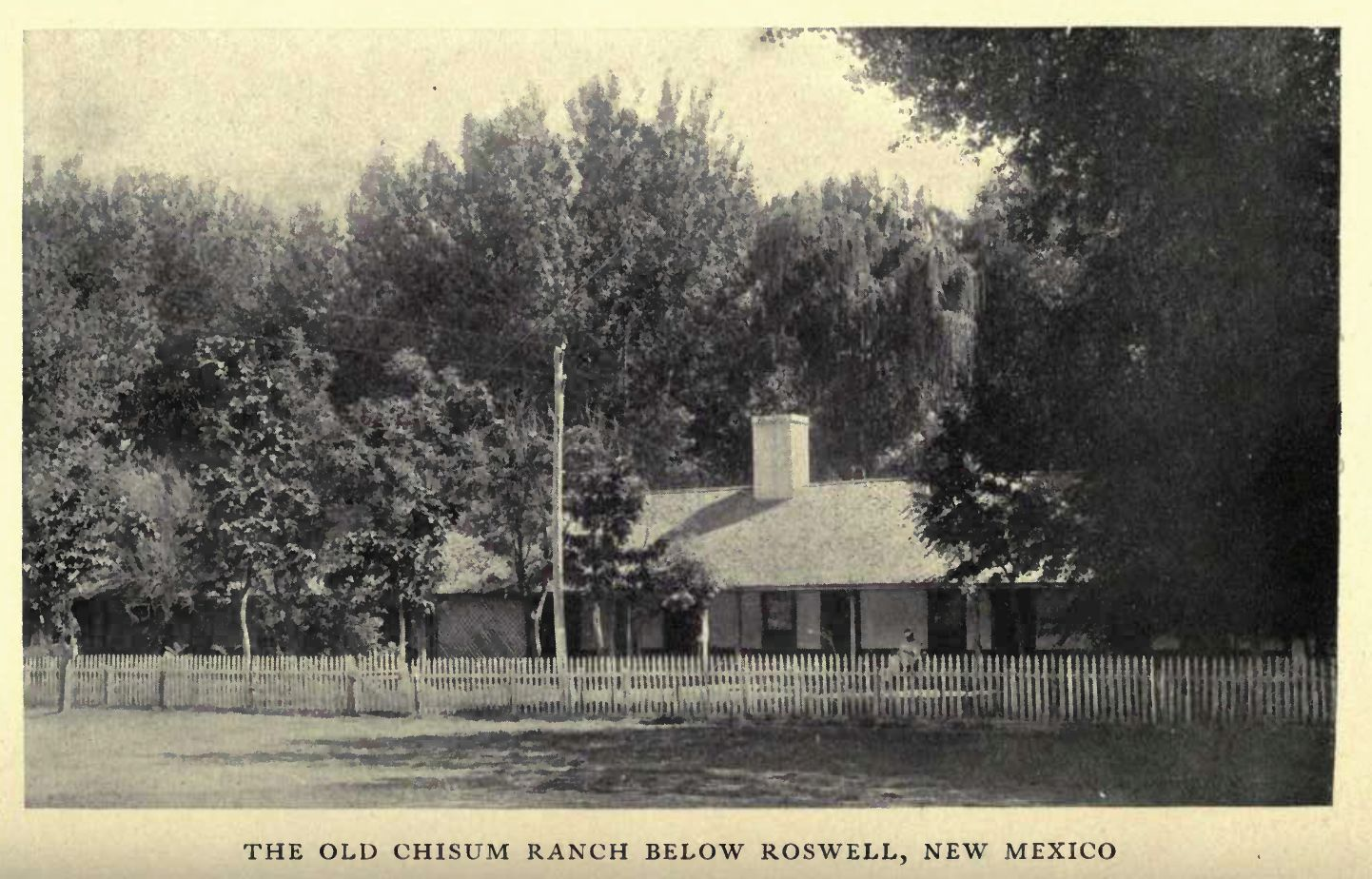
Ранчо Чизума около Розуэлла, Нью-Мексико

Родился в округе Хардемен, Теннеси. Он был одним из пяти детей Клейборн Си Чизума и Люсинды Армстронг, его родители были кузенами; семья была английского, шотландского и уэльского происхождения. Летом 1837 года семья переехала в Техас, где Чизум первоначально работал строителем, клерком, а после управляющим несколькими продуктовыми магазинами.
Разведением крупного рогатого скота Чизум стал заниматься с 1854 года и был одним из пионеров скотопромышленности на Юго-Западе США. Он начал развивать бизнес под брендом Half Circle P вместе со Стивеном К. Фаулером, инвестором из Нового Орлеана, подав заявку на покупку земли в округе Дентон, штат Техас, и купив партнерское стадо. К 1860 году он содержал 5000 голов крупного рогатого скота, оценив их в 35000 долларов США, владел шестью рабами и считался крупным скотоводом в Северном Техасе.
После начала Гражданской войны в 1862 году Чизум привёл одно стадо через Арканзас к силам Конфедерации, базировавшимся в Виксбурге, но после этого не проявлял особого интереса к делам Юга. Осенью 1863 года, страдая от набегов индейцев и засухи, он и другие скотоводы из Дентона начали перегонять стада в округ Коулман, где разбили лагерь на реке Кончо недалеко от её слияния с Колорадо. В это время Чизум разорвал отношения с Фаулером и получил скот в обмен на свою долю земли. Вскоре стада Чизума и его партнеров разрослись до 18 000 голов.
Осенью 1866 года он сформировал скотоводческое партнёрство с Чарльзом Гуднайтом и Оливером Лавином, перегонявшим скот в резервацию Боско-Редондо, в которой проживало 8000 индейцев навахо; резервация располагалась недалеко от форта Самнер, Территория Нью-Мексико. После того, как армия США в 1868 году переселила навахо в Аризону, Чизум договорился о поставках компании Гуднайта, которая владела большим скотоводческим ранчо и торговала с армией в форте Самнер и Санта-Фе, Нью-Мексико, а также обеспечивала скотом шахтёров Колорадо. В течение трёх лет он ежегодно доставлял 10 000 голов Гуднайту в Боске-Гранде по цене за голову на один доллар выше, чем в Техасе. В этот период он принял торговую марку Long Rail и клеймо Jinglebob для своих стад. В итоге в 1872 году Чизум покинул Техас, стал владельцем большого ранчо в Боско-Гранде, в сорока милях к югу от форта Самнер, и начал активно осваивать рынки сбыта в Нью-Мексико, Аризоне и Канзасе.
Летом 1874 года Чизум выиграл контракт на поставку говядины в несколько резерваций апачей в Нью-Мексико, но его операции были парализованы мародерствующими индейцами. Общие потери его акций в 1874 году достигли 150 000 долларов США и были рекордными в стране. В ноябре 1875 года он передал свой скот, насчитывавший уже более 60 000 голов, компании «Хантер, Эванс и компания», комиссионному дому Сент-Луиса, который взял на себя его долг в размере более 200 000 долларов США. После этого Чизум поселился на реке Саут-Спрингс, недалеко от Розуэлла, Территория Нью-Мексико.
В 1876 году Чизум получил лучшие пастбища в долине реки Пекос по праву первого занявшего в соответствии с Законом о пустынных землях, однако это породило конфликты как с апачами, так и с владельцами более мелких ранчо на этой территории. Чизум нанял и вооружил ковбоев и работников ранчо во главе с Джеймсом М. Хайсо для защиты своей собственности. Мелкие ранчеры сформировали банду «Воины семи рек» для защиты от агрессии Чизума. В дальнейшем это противостояние переросло в гражданский конфликт, известный как Пекосская война (1876—1877).
В 1878 году Чизум оказался втянут в Войну в округе Линкольн, ставшую следствием соперничества между компанией «Мёрфи и Долан» и английским предпринимателем Джоном Танстеллом за экономическое влияние на Территории Нью-Мексико. Фактически округ контролировался отставными военными Лоренсом Мёрфи и Джеймсом Доланом, владевшими там единственным магазином и скупавшими краденный скот. Их фирма имела сильных покровителей в лице губернатора и генерального прокурора Территории Нью-Мексико. К тому же, им удалось заключить контракт на поставки мяса с правительством США. Танстелл и его адвокат Александр Максуин были противниками их альянса. Джон Танстелл нанял для охраны своего скота людей, в число которых, в частности, входил и Билли Кид. На стороне компании «Мёрфи и Долан» были банда Джесси Эванса и отряд фермеров, известный как «Воины семи рек». Кроме того, Джеймс Долан подкупил представителей закона, таких как шериф Уильям Брейди. Фракции были разделены по этническому и религиозному признаку: люди Мёрфи были в основном католиками-ирландцами, а Танстелл и его союзники — английскими протестантами. Чизум оказывал финансовую и материальную поддержку фракции Танстелл — Максуин, в том числе нанимал стрелков и предоставлял им оружие, лошадей, припасы и убежища. Летом 1878 года, когда и Танстелл, и Максуин были убиты, а округ Линкольн окончательно погрузился в хаос, Чизум, Хантер и Эванс угнали оттуда весь свой скот. Небольшое стадо тёлок Jinglebob было передано Питсеру и Джеймсу Чизумам, братьям Джона, в качестве платы за годы их работы на него. В 1879 году, когда вооружённые конфликты в округе стихли, Чизумы вернулись в Саут-Спрингс, построили новое ранчо и стали активными членами местных и территориальных животноводческих ассоциаций.
В 1880 году Чизум был одним из инициаторов назначения Пэта Гаррета на должность шерифа округа Линкольн для поимки Билли Кида. Кид, сбежав из тюрьмы, явился к Чизуму и потребовал от него выплаты в размере 500 долларов США за своё участие в Войне в округе Линкольн. Чизум отказался платить, после чего Кид поклялся, что украдёт у него скота на эту сумму. Банда Кида действовала в округе до 1881 года и стала серьезной проблемой и для других скотоводов. В конце концов, отряд Гаррета выследил и убил бандитов, сам Билли Кид был застрелен Гарретом 14 июля 1881 года.
Чизум никогда не был официально женат, хотя широко распространено мнение, что он имел двух незаконнорождённых дочерей от рабыни Дженси.
Джон Чизум умер от рака в 1884 году в возрасте 60 лет в Арканзасе и был похоронен в Париже, штат Техас. Своё ранчо стоимостью 500 000 долларов США он завещал своим братьям.

## Образ в искусстве
- В фильме «Чизум[англ.]» (1970) роль Джона Чизума сыграл Джон Уэйн[12].
- В фильме 1990 года «Молодые стрелки 2» Джона Чизума играет Джеймс Коберн[13].
- Жизнь Джона Чизума подробно описана в полубиографическом романе Расса Брауна «Мисс Чизум» (2019)[14].